# Soering-Urteil
Das Soering-Urteil des Europäischen Gerichtshofs für Menschenrechte vom 7. Juli 1989 ist eine Leitentscheidung zum Verbot der Auslieferung und Abschiebung bei drohender Folter, unmenschlicher oder erniedrigender Behandlung im Zielstaat.

## Sachverhalt
Jens Söring wurde verdächtigt, in den USA 1985 gemeinsam mit seiner Freundin deren Eltern ermordet zu haben. Er floh nach London, doch wollte ihn das Vereinigte Königreich an die USA ausliefern, wo ihm die Todesstrafe drohte. Dagegen wehrte er sich vor dem Europäischen Gerichtshof für Menschenrechte.

## Entscheidung des Gerichtshofs
Da die Europäische Menschenrechtskonvention die Todesstrafe damals noch nicht verbot, maß der Gerichtshof die Auslieferung an Art. 3 EMRK, der Folter ebenso verbietet wie unmenschliche und erniedrigende Behandlung. Er qualifizierte das sog. Todeszellensyndrom, das Söring bei einer Verurteilung zur Todesstrafe zu befürchten hatte, als unmenschlich bzw. erniedrigend i. S. v. Art. 3 EMRK. Zwar war die USA als außereuropäischer Staat nicht an die EMRK gebunden. Bestehen aber stichhaltige Gründe für die Annahme, dass der Betroffene tatsächlich Gefahr läuft, im Zielstaat der Folter, unmenschlicher oder erniedrigender Behandlung unterworfen zu werden, ist die Auslieferung selbst nach Ansicht des Gerichtshofs unmenschlich und verstößt damit gegen Art. 3 EMRK. Das nahm der Gerichtshof im Fall Soering an.

## Anwendungsbereich
Das Urteil betraf zunächst nur die Auslieferung als Instrument der internationalen Rechtshilfe, doch wurde es 1991 in der Sache Cruz Varaz auf das Ausländerrecht übertragen. Danach sind Abschiebungen und andere aufenthaltsbeendende Maßnahmen unzulässig, wenn dem betroffenen Ausländer im Zielstaat Folter, unmenschliche oder erniedrigende Behandlung droht. Darauf aufbauend bestimmt § 60 Abs. 5 des deutschen Aufenthaltsgesetzes, dass ein Ausländer nicht abgeschoben werden darf, soweit sich aus der EMRK ergibt, dass die Abschiebung unzulässig ist. Der Schutz greift bereits an der Grenze ein mit der Folge, dass sich aus Art. 3 EMRK bei drohender Folter, unmenschlicher oder erniedrigender Behandlung ein sog. Refoulement-Verbot, also ein Verbot der Zurückschiebung und Zurückweisung ergibt.